# Mistrovství světa v jízdě na saních 1987
Mistrovství světa v jízdě na saních 1987 se konalo v Iglsu (část Innsbrucku) v Rakousku.

## Výsledky
| Disciplína       | Zlato                                          | Stříbro                               | Bronz                                     |
| Muži jednotlivci | Rakousko Markus Prock                          | Východní Německo Jens Müller          | Sovětský svaz Sergej Danilin              |
| Ženy jednotlivci | Východní Německo Cerstin Schmidtová            | Východní Německo Gabriele Kohlischová | Východní Německo Ute Oberhoffnerová       |
| Dvojice muži     | Východní Německo Jörg Hoffmann Jochen Pietzsch | Německo Stefan Ilsanker Georg Hackl   | Německo Thomas Schwab Wolfgang Staudinger |

## Medailové pořadí
| Pořadí | Země             | Zlato | Stříbro | Bronz | Celkem |
| ------ | ---------------- | ----- | ------- | ----- | ------ |
| 1      | Východní Německo | 2     | 2       | 1     | 5      |
| 2      | Německo          | 0     | 1       | 1     | 2      |
| 3      | Rakousko         | 1     | 0       | 0     | 1      |
| 4      | Sovětský svaz    | 0     | 0       | 1     | 1      |